# Grevillea huegelii
Grevillea huegelii är en tvåhjärtbladig växtart som beskrevs av Meissner. Grevillea huegelii ingår i släktet Grevillea och familjen Proteaceae. Inga underarter finns listade i Catalogue of Life.